# وادسو
وادسو (به لاتین: Vadsø) یک منطقه شهری در نروژ است که در فینمارک واقع شده‌است.

## خصوصیات
وادسو ۱٬۲۵۸٫۰۱ کیلومترمربع مساحت و ۶٬۲۲۳ نفر جمعیت دارد.